# بلومبرگ نیوز
بلومبرگ نیوز (انگلیسی: Bloomberg News) یک خبرگزاری بین‌المللی مستقر در ایالت نیویورک، ایالات متحده آمریکا و شاخه‌ای از بلومبرگ ال. پی. است.
محتوای تولیدی بلومبرگ نیوز از طریق بلومبرگ تلویژن،  بلومبرگ بیزنس‌ویک, Bloomberg.com پراکنده می‌شوند.
بلومبرگ نیوز در آغاز در سال ۱۹۹۰ توسط مایکل بلومبرگ و متیو وینکلر برای پراکندن خبرهای مالی تأسیس شد. در سال ۲۰۱۰ این رسانه بیش از ۲۳۰۰ ویراستار و خبرنگار در سطح جهان داشته‌است.
اگر تصمیم دارید تحلیل فاندامنتال را به خوبی انجام دهید یکی از لازمه های شما تسلط کافی بر زبان انگلیسی میباشد تا بتوانید مقالات و اخبار سایت بلومبرگ را به خوبی ترجمه کنید.
البته سایتها و کانالهای تلگرامی بلومبرگ به زبان فارسی هم راه اندازی شده است اما نه بصورت اورجینال بلکه توسط افرادی که مطالب را ترجمه میکنند و در سایت و یا کانال خود منتشر میکنند.
اما آنچه مهم است این است که از آنجا که بصورت رسمی از طریق خود بلومبرگ این اتفاق صورت نمیگیرد همراه بخش عظیم و بزرگی از اخبار و مقالات منتشر شده در سایت بلومبرگ به زبان فارسی ترجمه نمیشوند.